# Џек Фрост (филм из 1997)
Џек Фрост (енгл. Jack Frost) је амерички слешер хорор филм са елементима црног хумора из 1997. године, редитеља и сценаристе Мајкла Кунија, са Скотом Макдоналдом, Кристофером Алпортом, Стивеном Менделом, Шенон Елизабет и Маршом Кларк у главним улогама. Радња се одвија уочи Божића у измишљеном граду Сноумонтон и приказује серијског убицу, чије тело се, узлед несреће са хемикалијама, спаја са снегом.
Филм је дистрибуиран директно на видео 18. новембра 1997. Упркос изразито негативним оценама критичара, филм је стекао култни статус, због комичних сцена смрти и лоших специјалних ефеката. Ово је уједно био и филмски деби Шенон Елизабет.
Три године касније снимљен је наставак под насловом Џек Фрост 2: Освета мутираног Снешка Белића убице.

## Радња
Џек Фрост је серијски убица, који је за собом оставио крвави траг од 38 жртава, пре него што га је ухапсио шериф града Сноумонтон, Сем Тајлер. Током спровођења то места извршења смртне казне, Џек убија стражаре, што проузрокује судар са камионом који превози материјал за генетичко истраживање. Материјал се просипа по Џеку и његово тело почиње да се топи. Полицајци га проглашавају мртвим, међутим оно што не знају је да се његово тело само спојило са снегом и он наставља да прогони становнике Соумонтона и шерифа Тајлера.

## Улоге
| Глумац            | Улога        |
| ----------------- | ------------ |
| Скот Макдоналд    | Џек Фрост    |
| Кристофер Алпорт  | Сем Тајлер   |
| Стивен Мендел     | агент Манерс |
| Ф. Вилијам Паркер | Пол Давров   |
| Ајлин Сили        | Ен Тајлер    |
| Марша Кларк       | Марла        |
| Шенон Елизабет    | Џил Мецнер   |
| Роб ла Бел        | агент Стоун  |
| Зак Еџинтон       | Рајан Тајлер |
| Џек Линдин        | Џејк Мецнер  |
| Кели Џин Питерс   | Сали Мецнер  |